# 대기 확산 모델링
대기 확산 모델링(atmospheric dispersion modeling)은 대기 오염물질이 주변 대기에 어떻게 확산되는지에 대한 수학적 시뮬레이션이다. 이는 오염 물질 확산을 관리하는 수학 방정식을 풀기 위한 알고리즘을 포함하는 컴퓨터 프로그램으로 수행된다. 확산 모델은 산업 공장, 차량 교통 또는 우발적인 화학 물질 방출과 같은 소스에서 방출되는 대기 오염 물질 또는 독소의 풍하 방향 주변 농도를 추정하는 데 사용된다. 또한 특정 시나리오(예: 배출원의 변화)에서 미래 농도를 예측하는 데 사용할 수도 있다. 따라서 대기질 정책 수립에 사용되는 지배적인 모델 유형이다. 이는 먼 거리에 확산되어 있고 대기에서 반응할 수 있는 오염물질에 가장 유용한다. 시공간 변동성이 매우 높은 오염물질(즉, 흑탄소와 같이 오염원 붕괴까지의 거리가 매우 가파르다)과 역학 연구의 경우 통계적 토지 이용 회귀 모델도 사용된다.
확산 모델은 주변 공기 질을 보호하고 관리하는 정부 기관에 중요하다. 이 모델은 일반적으로 기존 또는 제안된 새로운 산업 시설이 미국 및 기타 국가의 NAAQS(National Ambient Air Quality Standards)를 준수하는지 여부를 결정하는 데 사용된다. 또한 이 모델은 유해한 대기 오염 물질의 배출을 줄이기 위한 효과적인 제어 전략 설계를 지원하는 역할도 한다. 1960년대 후반에 미국 EPA 대기 오염 통제국은 도시 및 교통 계획자가 사용할 모델 개발로 이어지는 연구 프로젝트를 시작했다. 이러한 연구의 결과로 나온 도로 확산 모델의 주요하고 중요한 적용은 1971년 캐나다의 스패디나(Spadina) 고속도로에 적용되었다.
공기 확산 모델은 공공 안전 대응자 및 비상 관리 담당자가 우발적인 화학 물질 방출에 대한 비상 계획을 세우는 데에도 사용된다. 모델은 위험하거나 독성 물질의 우발적인 방출의 결과를 결정하는 데 사용된다. 우발적인 방출로 인해 화학 물질이나 방사성 핵종과 같은 위험 물질과 관련된 화재, 유출 또는 폭발이 발생할 수 있다. 최악의 경우의 우발적 방출 소스 용어와 기상 조건을 사용하는 확산 모델링의 결과는 영향을 받는 위치의 추정치와 주변 농도를 제공할 수 있으며 방출이 발생할 경우 적절한 보호 조치를 결정하는 데 사용될 수 있다. 적절한 보호 조치에는 바람이 불어오는 방향에 있는 사람들을 위한 대피 또는 대피소가 포함될 수 있다. 산업 시설에서는 이러한 유형의 결과 평가 또는 비상 계획이 연방 규정집 40편 68부에 성문화된 미국 CAA(Clean Air Act)에 따라 요구된다.